# William Halpenny
William Halpenny (ur. 23 maja 1882 w Charlottetown, zm. 10 lutego 1960 tamże) – kanadyjski lekkoatleta specjalizujący się w skoku o tyczce, uczestnik letnich igrzysk olimpijskich w Sztokholmie (1912), brązowy medalista olimpijski w skoku o tyczce.
W 1979 został wpisany do Canadian Olympic Hall of Fame.

## Sukcesy sportowe
- mistrz Stanów Zjednoczonych w skoku o tyczce – 1908[3]

| Rok  | Miasto    | Zawody               | Konkurencja   | Wynik         |
| ---- | --------- | -------------------- | ------------- | ------------- |
| 1912 | Sztokholm | Igrzyska olimpijskie | skok o tyczce | brązowy medal |

## Rekordy życiowe
- skok o tyczce – 3,80 (1912) były rekord Kanady[4]